# Charles Bouvier
Pour les articles homonymes, voir Bouvier.
Charles Bouvier (28 août 1898 - octobre 1964) est un bobeur et footballeur suisse.

## Carrière

### Bobsleigh
Charles Bouvier remporte une médaille d'argent en bob à quatre aux Championnats du monde de bobsleigh de 1935 à Saint-Moritz. Il participe aux épreuves de bobsleigh aux Jeux olympiques de 1936 à Garmisch-Partenkirchen, terminant septième en bob à deux et remportant le titre olympique en bob à quatre.

#### Palmarès

##### Jeux Olympiques
- : médaillé d'or en bob à 4 aux JO 1936.

##### Championnats monde
- : médaillé d'argent en bob à 4 aux championnats monde de 1935.

### Football
Du début des années 1920 jusqu'en 1931, Charles Bouvier joue au Servette FC Genève comme arrière latéral. Il remporte trois fois le championnat en 1924/25, 1925/26 et 1929/30. Il dispute également la finale de la Coupe de Suisse 1927/28 contre Grasshopper Club Zurich, remportée 5 à 1, c'est le premier trophée dans cette compétition du Servette FC.
Il est international suisse à 5 reprises, il est également dans l'équipe suisse olympique en 1924, mais ne disputera aucune rencontre.